# Vương Lãng
Vương Lãng (chữ Hán: 王朗, bính âm: Wang Lang; ?-228) tự là Cảnh Hưng là tướng cuối thời Đông Hán, công thần khai quốc nhà Tào Ngụy thời Tam Quốc trong lịch sử Trung Quốc. Cháu gái của ông lấy Tư Mã Chiêu cho nên ông cũng là ông cố của Tấn Vũ Đế.

## Tiểu sử

### Thái thú Cối Kê
Vương Lãng người huyện Viêm quận Đông Hải. Thời trẻ, Vương Lãng được cử làm Hiếu liêm, giữ các chức Lang trung, huyện trưởng. Sau đó ông tới phục vụ Thứ sử Từ châu là Đào Khiêm, giữ chức Trị trung.
Năm 192, quyền thần Đổng Trác bị Vương Doãn và Lã Bố giết chết. Không lâu sau bộ tướng của Đổng Trác là Lý Thôi và Quách Dĩ đánh chiếm Trường An giành quyền khống chế Hán Hiến Đế. Vương Lãng và Triệu Dực khuyên Đào Khiêm hãy giao hảo với triều đình trung ương. Đào Khiêm sai Triệu Dực đi. Lý Thôi bèn nhân danh Hán Hiến Đế phong chức cho cả ba người, trong đó Đào Khiêm làm An Đông tướng quân, Triệu Dực làm Thái thú Quảng Lăng, Vương Lãng làm Thái thú Cối Kê thuộc Dương châu dưới quyền thứ sử Lưu Do (cũng do triều đình Trường An bổ nhiệm).
Vương Lãng đi Cối Kê nhận chức và trấn trị tại đó. Không lâu sau nổ ra chiến tranh quân phiệt giữa Viên Thuật và Lưu Do ở Dương Châu. Bộ tướng của Viên Thuật là Tôn Sách ly khai Viên Thuật, lần lượt chiếm các quận thuộc Dương châu. Năm 197, Tôn Sách đánh chiếm Giang Đông. Lưu Do thua trận rồi lâm bệnh mất tại quận Dự Chương. Vương Lãng gửi thư cho Tôn Sách, nài nỉ Tôn Sách hãy chiếu cố gia quyến Lưu Do đừng làm hại. Tôn Sách bằng lòng, con cái Lưu Do được yên ổn, nhưng Vương Lãng không chịu hàng Tôn Sách. Công tào Ngu Phiên dưới quyền Vương Lãng cũng khuyên ông nên hàng nhưng ông không nghe theo mà mang quân ra Cổ Lãng đối địch.
Tôn Sách theo kế của chú là Tôn Tĩnh, dùng kế dương đông kích tây, bất ngờ đánh vào Tra Độc nơi Vương Lãng không phòng bị. Nghe tin Tra Độc bị đánh úp, ông vội sai bộ tướng Chu Hân ra cứu, nhưng Hân không địch nổi, bị Tôn Sách giết chết.
Vương Lãng bại trận, dẫn Ngu Phiên lên thuyền trốn tới Đông Trị.
Tôn Sách mang quân đuổi theo. Vương Lãng quay lại đánh, lại bị thất bại ở Đông Trị, bèn cùng Ngu Phiên đầu hàng Tôn Sách. Tôn Sách không sát hại ông, chỉ trách mắng rồi thả cho ông được tự do như thường dân ở Khúc A. Ngu Phiên theo phục vụ Tôn Sách và sau này trở thành công thần khai quốc của Đông Ngô.

### Theo giúp họ Tào
Được một thời gian ở Khúc A, Vương Lãng cũng được Tào Tháo triệu về Hứa Xương như Hoa Hâm (một người cũng từng là quận thú ở Dương châu). Vương Lãng phục vụ cho họ Tào trong thời gian khá dài, từng giữ chức Tham tư không quân sự, nhưng không giúp họ Tào đánh họ Tôn. Việc làm của Vương Lãng khi theo họ Tôn và họ Tào được các sử gia so sánh về nhân cách cao hơn so với Hoa Hâm.
Vương Lãng được Tào Tháo cử làm Gián nghị đại phu. Khi Tào Tháo mới được phong Ngụy công, bắt đầu lập ra nước Ngụy (213), Vương Lãng lần lượt giữ các chức vụ Thái thú Ngụy Quận, Thiếu phủ (quản lý việc thu thuế), Đại lý. Trong thời gian giữ chức Đại lý, ông chuyên trách vấn đề xử lý việc tư pháp. Ông có tác phong "làm việc cốt phải tha thứ, tội còn nghi ngờ thì kết án nhẹ". Ông đã dành thời gian viết mấy bộ sách như Dịch truyện, Xuân thu Tả thị truyện, Hiếu kinh truyện, Chu quan truyện.
Năm 220, Tào Tháo mất, con là Tào Phi cướp ngôi nhà Hán, tức là Ngụy Văn Đế. Vương Lãng phục vụ nhà Ngụy. Tào Phi sai Vương Lãng cùng các danh sĩ Hoa Hâm, Trần Quần, Hứa Chi viết thư cho Gia Cát Lượng, khuyên Gia Cát nên hiểu rõ thời thế, vận nhà Hán đã suy, nên bỏ Hán sang Ngụy. Gia Cát Lượng nhận thư, công khai trả lời, khẳng định lập trường không thay đổi, không dao động; ngược lại còn tỏ ý tiếc cho lão thần Vương Lãng đã a dua theo những người ủng hộ họ Tào.
Ngụy Văn Đế dùng Vương Lãng vào chức Tư không. Năm 226, Ngụy Văn Đế mất, Ngụy Minh Đế Tào Duệ lên ngôi. Vương Lãng được thay Hoa Hâm làm Tư đồ, Tướng quốc nhà Tào Ngụy.
Năm 228 đời Ngụy Minh Đế, Vương Lãng qua đời, không rõ bao nhiêu tuổi. Ông được truy tặng là Thành hầu (成侯). Vương Lãng hoạt động từ thời Hán Hiến Đế đến Ngụy Minh Đế tổng cộng gần 40 năm. Con ông là Vương Túc kế nghiệp làm quan cho nhà Tào Ngụy. Con gái của Vương Túc là Vương Nguyên Cơ lấy Tư Mã Chiêu sinh ra Tư Mã Viêm.

## Trong văn chương hư cấu
Vương Lãng là nhân vật phụ trong tiểu thuyết Tam Quốc diễn nghĩa của La Quán Trung. Ông chỉ xuất hiện tại hồi 15 và hồi 93. Tại hồi 15 ông xuất hiện là bại tướng dưới tay Tôn Sách, từng đơn đấu với Thái Sử Từ một thời gian dài, bị thua bỏ chạy và không rõ đi đâu. La Quán Trung không nói tới việc ông bị Tôn Sách bắt và không đề cập tới quá trình ông đến với họ Tào.
Tới hồi 93 thời Ngụy Minh Đế Tào Duệ, khi nhân vật Gia Cát Lượng mang quân đánh Ngụy, nhân vật Vương Lãng lại xuất hiện với vai trò quân sư cho Đô đốc Tào Chân và Phó đô đốc Quách Hoài. Vương Lãng tự tin mình có thể dụ hàng Gia Cát Lượng nên ra trước trận thuyết phục Gia Cát bỏ Hán về Ngụy. Nhưng nhân vật Khổng Minh không những không bị khuất phục mà đã mắng lại Vương Lãng là gian thần nhà Hán, bỏ họ Lưu theo họ Tào là nghịch tặc. Vương Lãng uất quá từ trên ngựa ngã lăn xuống đất chết luôn. Khi bị nhân vật Gia Cát Lượng "mắng chết", nhân vật Vương Lãng 76 tuổi.
Sự thực, việc đối đáp giữa Vương Lãng và Gia Cát Lượng xảy ra thời Ngụy Văn Đế Tào Phi (220-226) và thực hiện bằng thư từ. Hai người không gặp nhau ngoài chiến trường. Sự việc dừng lại ở đó và Vương Lãng không chết vì bức thư trả lời của Gia Cát Lượng. Đến năm 228 Vương Lãng mới mất.